# Night in Paradise (film, 2020)
Pour les articles homonymes, voir Night in Paradise.
Pour plus de détails, voir Fiche technique et Distribution.
Night in Paradise (hangeul : 낙원의 밤 ; hanja : 樂園의 밤 ; RR : Nagwonui bam ; litt. « Nuit céleste ») est un drame sud-coréen écrit et réalisé par Park Hoon-jeong, sorti en 2020,.
Il est présenté à la Mostra de Venise 2020 avant sa sortie mondiale sur Netflix.

## Synopsis
Un gangster, nommé Park, se voit offrir une chance de changer de camp avec son gang rival Bukseong, dirigé par le président Doh. Park rejette l'offre, ce qui aboutit au meurtre de sa sœur et de sa nièce. Pour se venger, Park tue brutalement le président Doh et ses hommes et s'enfuit vers l'île de Jeju où il rencontre Jae-Yeon, une femme en phase terminale. Cependant, l'homme de main du gang Bukseong, Monsieur Ma, le chasse impitoyablement. Une course contre la montre devient vite un cauchemar sans fin.

## Fiche technique
Sauf indication contraire ou complémentaire, les informations mentionnées dans cette section peuvent être confirmées par la base de données de KMDb
- Titre original : 낙원의 밤 (Nagwonui bam)
- Titre international et francophone : Night in Paradise
- Réalisation et scénario : Park Hoon-jeong
- Direction artistique : Cho Hwa-seong
- Costumes : Choi Se-yeon et Yoo Se-hui
- Musique : Mowg
- Photographie : Jang Rae-won
- Son : Kim Chang-seop
- Montage : Jang Rae-Won
- Production : Kim Hyun-woo
- Sociétés de production : GoldMoon et Peppermint & Company
- Sociétés de distribution : Next Entertainment World (Corée du Sud) ; Netflix (Monde)
- Pays d'origine :  Corée du Sud
- Langue originale : coréen
- Format : couleur — numérique - 2,35:1 - son Dolby Digital
- Genre : drame psychologique, policier
- Durée : 131 minutes
- Dates de sortie :
  - Italie : 21 septembre 2020 (Mostra de Venise)
  - Monde : 9 avril 2020[4]
  - Corée du Sud : 7 octobre 2021 (Festival international du film de Busan)[5] ; 9 avril 2020 (Netflix)

- Classification :
  - France : Interdit aux moins de 12 ans (visa d'exploitation numérique)

## Distribution
- Uhm Tae-goo : Park Tae-goo
- Jeon Yeo-been : Kim Jae-yeon
- Cha Seung-won : Ma Sang-gil
- Lee Ki-young : Kuto
- Park Ho-san : Ang Do-soo
- Cho Dong-in : Jin-sung

## Production
Le tournage a lieu à Séoul et sur l'île de Jeju, en Corée du Sud.
La musique du film est composée par Mowg, dont il s'agit de la troisième collaboration avec le réalisateur — après V.I.P. (브이아이피, 2017) et The Witch : Part 1. The Subversion (마녀, 2018).

## Accueil

### Festivals et sortie
Le film est présenté en avant-première à la Mostra de Venise, le 3 septembre 2020, dans la catégorie « Out of Competition »,.
En mi-octobre 2020, on déclare que Next Entertainment World pourrait distribuer le film dans les salles obscures en Corée du Sud et le diffuser sur Netflix en raison de la pandémie de COVID-19,. En mi-février 2021, il est annoncé que le film serait sur la plateforme le 9 avril 2021. Il est également présenté au festival international du film de Busan, le 7 octobre 2021.